# Bogdan Pătrașcu
Bogdan Aurelian Pătrașcu est un footballeur roumain né le 7 mai 1979 à Târgoviște évoluant au poste de milieu défensif.

## Biographie

### International
Le 28 février 2008, il effectue sa première sélection en équipe de Roumanie, lors du match Roumanie - Arménie (2-0).

## Carrière
- 1996-2001 : Sportul Studențesc Bucarest ( Roumanie)
- 2000-Déc. 2001 : Litex Lovetch ( Bulgarie)
- Jan. 2002-2008 : Piacenza Calcio ( Italie)
- 2008-Déc. 2009 : Chievo Vérone (prêt) ( Italie)
- Janv. 2009-2009 : Calcio Padova (prêt) ( Italie)
- Sept. 2009 : Piacenza Calcio ( Italie)
- Oct. 2009-2010 : Calcio Padova ( Italie)
- 2010-Déc. 2010 : Sportul Studențesc Bucarest ( Roumanie)
- Jan. 2011- : Dinamo Bucarest ( Roumanie)